# Rhodopina assamana
Rhodopina assamana là một loài bọ cánh cứng trong họ Cerambycidae.